# Regresso ao Futuro
Regresso ao Futuro foi um programa de televisão português apresentado por Cláudia Vieira e João Manzarra da SIC. O programa estreou a 9 de janeiro e terminou a 27 de março de 2021 na SIC, sendo substituído meses mais tarde pelo Alô Marco Paulo. O programa foi emitido nas tardes de sábado.

## Formato
Cláudia Vieira e João Manzarra chegam a casa dos telespectadores, em direto, para um “Regresso ao Futuro”.
Não há dois programas iguais nas novas tardes de sábado da SIC mas, fica a promessa, podem contar sempre com muitos convidados a viajar no tempo, humor e uma grande dose de música.
Na SIC juntamos as família e adicionamos os ingredientes para fazer do “Regresso ao Futuro” uma viagem no tempo imperdível.

## Apresentadores
| Apresentador   | Ano  |
| -------------- | ---- |
| Cláudia Vieira | 2021 |
| João Manzarra  | 2021 |

## Elenco
| Elenco          | Ano  |
| --------------- | ---- |
| Maria Dominguez | 2021 |
| Mariana Pacheco | 2021 |

## Episódios
| #  | Título        | Ano a recordar | Exibição original       | Telespectadores | Rating/Share |
| -- | ------------- | -------------- | ----------------------- | --------------- | ------------ |
| 1  | "Episódio 1"  | Ano de 1991    | 9 de janeiro de 2021    | 587 000         | 6.2/12.0%    |
| 2  | "Episódio 2"  | Ano de 1984    | 16 de janeiro de 2021   | 527 700         | 5.6/12.9%    |
| 3  | "Episódio 3"  | Ano de 2002    | 23 de janeiro de 2021   | 630 000         | 6.7/12.9%    |
| 4  | "Episódio 4"  | Ano de 1994    | 30 de janeiro de 2021   | 567 900         | 6.0/13.6%    |
| 5  | "Episódio 5"  | Ano de 1998    | 6 de fevereiro de 2021  | ASD             | 5.6/13.7%    |
| 6  | "Episódio 6"  | Ano de 2003    | 13 de fevereiro de 2021 | 615 000         | 7.2/14.9%    |
| 7  | "Episódio 7"  | Ano de 1988    | 20 de fevereiro de 2021 | ASD             | ASA          |
| 8  | "Episódio 8"  | Ano de 1996    | 27 de fevereiro de 2021 | ASD             | ASA          |
| 9  | "Episódio 9"  | Ano de 1986    | 6 de março de 2021      | ASD             | ASA          |
| 10 | "Episódio 10" | Ano de 2004    | 13 de março de 2021     | ASD             | ASA          |
| 11 | "Episódio 11" | Ano de 1999    | 20 de março de 2021     | ASD             | ASA          |
| 12 | "Episódio 12" | Ano de 1989    | 27 de março de 2021     | ASD             | ASA          |